# Le Mâle
Le Mâle (it: Il maschio) è  un profumo di Jean-Paul Gaultier.

## Fragranza
Le Mâle fu il secondo profumo lasciato dalla casa di moda Jean Paul Gaultier, in seguito al successo ottenuto dal primo prodotto  Classique, ed il primo per uomo. Realizzato nel 1995 dal profumiere  Francis Kurkdjian,  Le Mâle è una fragranza basata sui contrasti dei suoi ingredienti: la freschezza della menta si confronta con la dolcezza della vaniglia, l'asprezza del bergamotto e del cedro sfida il mandorlato della fava tonka, creando una fragranza virile e delicata allo stesso tempo.

## Imballaggio
La confezione è uno degli elementi che ha contribuito a rendere famoso il profumo; ideato da 
Jean Paul Gaultier, il flacone di vetro blu opacizzato è scolpito a formare un busto maschile
privo di braccia e testa, col torso coperto da bande orizzontali più chiare, ad imitazione di una canotta da marinaio. La scatola è invece un barattolo retrò in metallo cromato, col nome impresso nel mezzo.

## Edizioni
All'originale del 1995 seguono varie edizioni nuove.
- Le Mâle Summer (1999), la prima edizione speciale, una fragranza più fresca grazie all'enfatizzazione della menta, e il flacone rivisitato, senza le bande orizzontali ma un'incisione triangolare sul cuore, la fragranza verrà riproposta anche nel 2008 e nel 2009 con l'aggiunta di carvi, il primo in flacone azzurro con un medaglione egizio sul petto, il secondo con disegnato un pappagallo in blu e delle scritte stile anni sessanta a formare delle onde.
- Le Mâle Edition Gentlemale (2004), edizione collector dalla fragranza inalterata, in cui il flacone si copre con un astuccio in metallo nero laccato che ricalca le forme del flacone conservato al suo interno.
- Cologne Tonique Le Mâle Les d'Ete (2005), una versione estiva più dolce e fresca grazie ad agenti rinfrescanti e ginseng ed acque vegetali, con il flacone decorato da fauna e flora marini. Nel 2006 viene riproposto, ridisegnato con elementi più aerei come aquiloni uccelli e nastrini, nel 2007 da una S molto elaborata.
- Le Mâle Scuba Edition (2007), edizione limitata con un astuccio fabbricato con tessuto da sub.
- Fleur du Mâle (2007), edizione ispirata a Baudelaire e ai suoi fiori del male, di più legnosa grazie alle note verdi del petit grain; la selvaticità della fragranza si nasconde dietro ad un flacone bianco ceramica, ed una scatola dello stesso colore. Nel 2008 viene presentata la colonia.

## Pubblicità
Per sponsorizzare il profumo sono state realizzate diverse campagne pubblicitarie attraverso spot e servizi fotografici in cui venivano ritratti ambigui marinai, dalle divise retrò. Uno dei primi modelli a prestare il proprio volto per la fragranza di Gaultier fu il cubano David Fumero, ma uno dei volti più celebri è stato il modello italiano Samuele Riva.
A oltre dieci anni dal suo lancio sul mercato è stato realizzato uno spot televisivo dagli alti contenuti omoerotici, con la colonna sonora di Casta Diva, tratta dalla Norma di Bellini.